# Finita differensmetoden
Finita differensmetoden (FDM) är en numerisk metod för att finna lösningar till differentialekvationer genom att ersätta  derivatorna med finita differenser.

## Härledning
Säg att man vill beräkna funktionen f i punkten x. Om f:s derivator uppfyller vissa villkor kan man Taylorutveckla f(x + Δx):
{\displaystyle f(x+\Delta x)=f(x)+\Delta x{\frac {f'(x)}{1!}}+(\Delta x)^{2}{\frac {f''(x)}{2!}}+\dots }.
Om man löser ut f'(x) får man:
{\displaystyle f'(x)={\frac {f(x+\Delta x)-f(x)}{\Delta x}}-\Delta x{\frac {f''(x)}{2!}}+\dots \approx {\frac {f(x+\Delta x)-f(x)}{\Delta x}}}.
På liknande sätt, genom att Taylorutveckla f(x - Δx), kan man få approximationen
{\displaystyle f'(x)\approx {\frac {f(x)-f(x-\Delta x)}{\Delta x}}}
och genom att sätta ihop de två formlerna får man
{\displaystyle f'(x)\approx {\frac {f(x+\Delta x)-f(x-\Delta x)}{2\Delta x}}}.
Man kan även härleda approximationer för högre derivator, exempelvis andraderivatan:
{\displaystyle f''(x)\approx {\frac {f(x+\Delta x)-2f(x)+f(x-\Delta x)}{(\Delta x)^{2}}}}

## Exempel
Som exempel, betrakta  Poissonekvationen {\displaystyle -\Delta u=f} på en kvadratisk domän {\displaystyle \Omega }
Om Laplaceoperatorn {\displaystyle \Delta } utvecklas fås
{\displaystyle -\left({\frac {\partial ^{2}u}{\partial x^{2}}}+{\frac {\partial ^{2}u}{\partial y^{2}}}\right)=f}
En approximativ lösning fås genom att approximera de  partiella andraderivatorna med
{\displaystyle -\left({\frac {u_{j+1,k}-2u_{j,k}+u_{j-1,k}}{(\Delta x)^{2}}}+{\frac {u_{j,k+1}-2u_{j,k}+u_{j,k-1}}{(\Delta y)^{2}}}\right)=f}
där j och k löper över en finit uppdelning av domänen {\displaystyle \Omega }.
Antag att stegen i x- och y-led är lika, d.v.s {\displaystyle \Delta x=\Delta y=h}. Då kan den approximativa versionen av ekvationen ovan skrivas om till 
{\displaystyle u_{j,k}=\left(h^{2}f+u_{j+1,k}+u_{j-1,k}+u_{k,j+1}+u_{k,j-1}\right)/4}
Denna formel är sedan grunden för iterativa lösningsmetoder, exempelvis Jacobi-metoden.